# Thusnelda Henning-Hermann
Thusnelda Henning-Hermann, auch Thusnelda Henning, (* 31. Mai 1877 in Kronstadt, Siebenbürgen; † 31. Oktober 1965 in Wien) war eine österreichische Dichterin.

## Leben
Thusnelda Henning-Hermann war die Schwester des siebenbürgischen Malers, Grafikers, Zeichners und Kunsterziehers Hans Hermann.
Nach der Heirat mit dem Siebenbürger Arzt Carl Henning lebte sie, seit 1917 verwitwet, in Klosterneuburg bei Wien. Sie hielt sich oft in Siebenbürgen auf. Von ihrem schriftstellerischen Werk, das auch Erzählungen und Gedichte umfasst, kommt ihrem Roman Der hölzerne Pflug literarische und kulturhistorische Bedeutung zu. Henning-Hermann beobachtete die Ereignisse der Rumänischen Revolution von 1848, wie sie sich in der Schäßburger Umgebung zutrugen, und zeichnete daraus ein anschauliches Bild des Volkslebens, der Bräuche und Sitten, aber auch des Existenzkampfes der Siebenbürger Sachsen in einer bewegten Zeit.
Sie war Mitglied der NS-Frauenschaft und stellte am 1. Juli 1938 einen Antrag auf Mitgliedschaft in die NSDAP.

## Werke
- Der Hof. Eine Geschichte aus dem deutschen Siebenbürgen. (Buchgemeinschaft Heimatland 29.) Faber, Krems an der Donau 1936.
- Jahre entschwinden – Stunden verweilen. Gedichte. Verlag der Typographischen Anstalt, Wien 1962
- Der hölzerne Pflug. Chronik eines siebenbürgischen Geschlechts. Kriterion, Bukarest 1977.